# 山田三郎 (実業家)
山田 三郎（やまだ さぶろう、1930年5月9日 - 2022年10月20日）は、日本の実業家。泉陽興業、エキスポランドの社長、会長などを歴任し、全日本遊園施設協会（JAPEA）会長も務めた。

## 経歴
大阪府阪南市出身。関西学院大学商学部卒業。1952年に、戦前から代議士であった伯父の松田竹千代が、公職追放解除後最初に出馬、当選した第25回衆議院議員総選挙の選挙運動を手伝ったことをきっかけに、上京して松田の私設秘書となった。
その後、1958年に泉陽興業を設立し、1960年ごろから本格的に関西各地の百貨店で屋上遊園地を運営する事業に取り組む。遊具の製作も自前で行ない、1967年には製造部門を泉陽機工として分社化した（2009年に泉陽興業へ吸収され、企画から製作、運営までの一貫体制となっている）。
1970年の大阪万博以降、エキスポランドの運営に関わるとともに、全国各地の遊園地などに観覧車など大型遊具などを備えるなど、事業を成長させた。

## エキスポランドの死亡事故以降
2007年5月5日、当時、山田が社長を務めていたエキスポランドでローラーコースターの事故が発生し、女性1人が死亡した。
山田は、事故の対応にあたるとともに、5月中旬に、協会設立の初期以来20年以上務めていた全日本遊園施設協会の会長職を辞任した。その後、事故を起こした施設の撤去、営業の再開に取り組んだが、結局、エキスポランドは12月に休園に追い込まれた。
2008年4月28日、大阪地検は前年の死亡事故に関係し、業務上過失致死傷罪などでエキスポランドの関係者3人を在宅起訴したが、山田の立件は見送られた。この時点で会長となっていた山田は、近く辞任することを記者会見で表明し、「同年6月までに会長職も辞任し、退職金も返還すること」を発表し、その後、顧問に退いた。